# Saint-Marcouf (Manche)
Saint-Marcouf település Franciaországban, Manche megyében. Lakosainak száma 353 fő (2022. január 1.). Saint-Marcouf Fontenay-sur-Mer, Azeville, Émondeville, Saint-Floxel és Sainte-Mère-Église községekkel határos.

## Népesség
A település népessége az elmúlt években az alábbi módon változott:
| Lakosok száma | 506  | 371  | 332  | 330  | 331  | 342  | 341  | 344  | 345  | 353  |
|               | 1968 | 1982 | 1990 | 2006 | 2013 | 2015 | 2017 | 2019 | 2020 | 2022 |